# 기림사
기림사(祗林寺)는 경상북도 경주시의 함월산 자락에 위치한 대한불교조계종 소속의 사찰이다.
신라 때 인도 승려인 광유(光有)가 창건하고 이름은 임정사(林井寺)라고 했다. 643년에 원효가 중창한 뒤 기림사로 이름을 바꾸었다고 전해진다. 기림사는 석가모니의 기원정사(祇園精舍)에서 '기'자를 따와 붙인 이름이다.
삼국유사에는 신라 신문왕이 감포 앞바다에서 동해의 용왕으로부터 만파식적과 옥대를 선물로 받았다는 전설이 실려 있는데, 이때 신문왕이 귀환하는 도중에 기림사 서쪽에서 쉬었다 갔다는 기록이 나온다. 따라서 창건 연대는 적어도 신문왕대로 거슬러 올라간다. 신문왕이 아버지 문무왕을 위해 지은 감은사의 터나 문무왕릉과 가까운 거리에 있다.
임진왜란 때는 전략적 요충지라 승병 운동의 중심지였다. 조선 철종 14년인 1863년에 화재로 소실된 것을 중건한 건물이 남아 있다. 보물 415호인 건칠보살좌상을 비롯하여 소조비로자나삼존불, 기림사 삼층석탑, 목탑지, 조선 후기의 대표적인 불전 양식을 볼 수 있는 대적광전, 김시습의 사당인 매월당사 등을 보유하고 있다. 전쟁의 피해를 거의 입지 않아 문적과 어필이 다수 남아 있기도 하다.
일제강점기에는 31본산의 하나였으나 조계종에서는 불국사의 말사로 편성되어 있다.

## 문화재
- 보물 제415호 - 경주 기림사 건칠보살반가상
- 보물 제833호 - 경주 기림사 대적광전
- 보물 제958호 - 경주 기림사 소조비로자나삼불좌상
- 보물 제959호 - 경주 기림사 소조비로자나불 복장전적
- 보물 제1611호 - 경주 기림사 비로자나삼불회도
- 경상북도 유형문화재 제205호 - 경주 기림사 삼층석탑
- 경상북도 유형문화재 제214호 - 경주 기림사 응진전
- 경상북도 문화재자료 제251호 - 경주 기림사 진남루
- 경상북도 문화재자료 제252호 - 경주 기림사 약사전
- 경상북도 문화재자료 제301호 - 경주 기림사 소장 유물 (함월전시관)

## 교통편
- 동해고속도로 동경주 나들목

## 같이 보기
- 골굴사
- 한국의 사찰

## 참고 자료
- “기림사 연혁”. 기림사. 2014년 7월 14일에 원본 문서에서 보존된 문서. 2014년 7월 3일에 확인함.
- “경주유적지 소개 (감포 지구) > 기림사(祇林寺)”. 신라문화진흥원. 2008년 12월 28일에 원본 문서에서 보존된 문서. 2008년 5월 2일에 확인함.